# 画像ビューア
画像ビューア（がぞうビューア）、イメージビューア（英: image viewer）または画像ブラウザ（がぞうブラウザ、英: image browser）は、画像を表示・閲覧するためのプログラム。

## 概要
一般的には、多様な画像ファイルフォーマットを扱えるよう便宜が図られている。画像データをディスプレイの特性（色深度、解像度、ICCプロファイルなど）に合わせて描画するのが主な役割である。
高機能なペイントソフト（PhotoshopやGIMP）を画像ビューアとして用いることもできるが、それらには単に画像を見るには不要な編集機能があり、そのために起動や動作が軽快でない場合もある。また、ビューアにはスライドショー形式でディレクトリ内の画像を順に表示する機能など、編集ソフトではあまり重視されない閲覧機能が備えられている。
画像ビューアは、ハードディスク上のディレクトリ構造の直接的なビューを提供することでユーザーに最大限の柔軟性を与えている。多くの画像ビューアは画像ファイル群の構成（ディレクトリ構造）をいじることはできず、その仕事はユーザーに任されている。しかし一部の画像ビューアは画像の整理・管理機能があり、一種の画像データベースの役目を果たす。それらは画像管理ソフトウェアなどと呼ばれる。

## 機能
典型的な機能は以下の通り。
- ズームや回転などの基本的な操作
- フルスクリーン表示
- スライドショー
- サムネイル表示
- 印刷
- スクリーンキャプチャ

高度な機能としては、次のようなものがある。
- 次に表示する画像を事前にデコードするとともに、表示したデコード済みの画像をメモリ上で保持しておく。これにより、高速な画像の切り替えを行う。
- メタデータ（XMP、IPTC-IIM、Exif）の表示（および編集）
- バッチ処理による画像ファイルフォーマットや画像解像度などの変換および改名
- コンタクトプリント作成
- HTMLサムネイルページの作成
- スライドショーに様々な画像切り替え効果を加える。

## 画像ビューアの例
Windows
- Windows Explorer - ファイルマネージャであるが、画像ビューアとしての機能も持つ。
- Windows 画像と FAX ビューア
- XnView, IrfanView, FastStone Image Viewer, Fast Picture Viewer（英語版）, Susie, ViX

UNIX系
- Gwenview, XnView, xv, KuickShow, gThumb, Eye of GNOME,

Mac OS X
- Finder - シェル兼ファイルマネージャであるが、画像を含むメディアブラウザとしての機能も持つ。
- プレビュー - システム標準の画像ビューア
- GraphicConverter

マルチプラットフォーム
- nomacs - GPLv3のオープンソースビューア。